# Latin American Studies Association
Die Latin American Studies Association (LASA) ist mit über 12.000 Einzelmitgliedern die größte wissenschaftliche Gesellschaft zu Lateinamerika. Sie wurde 1966 gegründet und hat seit 1986 ihren Sitz an der University of Pittsburgh. Die Mitglieder der LASA stammen vor allem aus den USA und Lateinamerika. Unter den Mitgliedern sind die Disziplinen Geschichtswissenschaft, Literaturwissenschaft und Politikwissenschaft am stärksten vertreten.
Die LASA gibt die wissenschaftliche Zeitschrift Latin American Research Review (LARR), die bereits 1965 gegründet wurde und dreimal jährlich erscheint, und LASA Forum heraus.

## Präsidenten der LASA
- Joanne Rappaport (Georgetown University) 2016–2017
- Gilbert Joseph (Yale University) 2015–2016
- Debra Castillo (Cornell University) 2014–2015
- Merilee Grindle (Harvard University), 2013–2014
- Evelyne Huber (University of North Carolina, Chapel Hill), 2012–2013
- Maria Hermínia Tavares de Almeida (Universidade de São Paulo), 2010–2012
- John Coatsworth (Colombia University), 2009–2010
- Eric Hershberg (American University), 2007–2009
- Charles R. Hale (University of Texas, Austin), 2006–2007
- Sonia E. Alvarez (University of Massachusetts, Amherst), 2004–2006
- Marysa Navarro (Dartmouth College), 2003–2004
- Arturo Arias (University of Redlands), 2001–2003
- Thomas Holloway (University of California, Davis), 2000–2001
- Franklin Knight (Johns Hopkins University), 1998–2000
- Susan Eckstein (Boston University), 1997–1998
- Jane Jaquette (Occidental College), 1995–1997
- Cynthia McClintock (George Washington University), 1994–1995
- Carmen Diana Deere (University of Massachusetts, Amherst), 1992–1994
- Lars Schoultz (University of North Carolina), 1991–1992
- Jean Franco (Columbia University), 1989–1991
- Paul Drake (University of California, San Diego), 1988–1989
- Cole Blasier (University of Pittsburgh), 1986–1988
- Wayne Cornelius (University of California, San Diego), 1985–1986
- Helen M. Safa (University of Florida), 1983–1985
- Jorge I. Domínguez (Harvard University), 1982–1983
- Peter H. Smith (University of California, San Diego), 1981–1982
- Carmelo Mesa-Lago (University of Pittsburgh), 1980–1981
- William P. Glade 1979–1980
- Riordan Roett 1978–1979
- Evelyn Paniagua Stevens 1976–1978
- Richard R. Fagen 1975–1976
- Paul L. Doughty 1974–1975
- Henry A. Landsberger 1973–1974
- Thomas Skidmore 1972–1973
- Federico G. Gil 1971–1972
- John J. Johnson 1970–1971
- John P.Augelli 1969–1970
- Richard Adams 1968–1969
- Kalman H. Silvert 1967–1968